# Alsodes valdiviensis
Alsodes valdiviensis is een amfibie dat behoort tot de orde kikkers (Anura) en de familie Alsodidae.
De soort werd voor het eerst wetenschappelijk beschreven door Juan Ramón Formas, Cesar C. Cuevas en Lila M. Brieva in 2002. De kikker werd lange tijd tot de familie Cycloramphidae gerekend. Alsodes barrioi komt endemisch voor in Chili.